# KQ 엔터테인먼트의 음반
이 문서는 KQ 엔터테인먼트에서 발매한 음반 목록이다.

## 2010년대
- 2016년 4월 28일 베이빌론 - [Digital Single] Between Us
- 2016년 6월 23일 베이빌론 - [Digital Single] Fantasy
- 2016년 9월 28일 베이빌론 - [Digital Single] 끌려다녀[1]
- 2016년 10월 24일 블락비 바스타즈 - [Digital Single] 이기적인 걸[2]
- 2016년 10월 31일 블락비 바스타즈 - WELCOME 2 BASTARZ
- 2016년 11월 15일 태일 - 캐리어를 끄는 여자 OST Part.6[3]
- 2016년 11월 18일 베이빌론 - [Digital Single] 듀엣가요제 29회[4]
- 2016년 11월 25일 베이빌론 - [Digital Single] 듀엣가요제 30회[5]
- 2016년 11월 28일 지코 - [Digital Single] Bermuda Triangle[6]
- 2016년 12월 19일 박경 - [Digital Single] 오글오글[7]
- 2017년 1월 18일 박경 - Notebook
- 2017년 2월 6일 블락비 - [Digital Single] Yesterday
- 2017년 2월 17일 이든 - [Digital Single] Urban Hymns
- 2017년 3월 22일 루시 - [Digital Single] B-Day
- 2017년 4월 6일 베이빌론 - [Digital Single] S.S.F.W
- 2017년 4월 13일 지코 - [Digital Single] She's A Baby[8]
- 2017년 4월 27일 태일 - 자체발광 오피스 OST Part.7
- 2017년 6월 12일 태일 - [Digital Single] 좋아한다 안한다
- 2017년 6월 24일 박경 - 최고의 한방 OST Part.5
- 2017년 7월 12일 지코 - Television
- 2017년 8월 1일 박경 - [Digital Single] Space Oddity Project Vol.1
- 2017년 8월 23일 태일 - 죽어야 사는 남자 OST Part.3
- 2017년 8월 31일 베이빌론 - [Digital Single] La Vida Loca
- 2017년 9월 27일 피오 - [Digital Single] Men'z Night
- 2017년 10월 29일 김홍중, 송민기, 정우영, 최종호 - [Digital Single] 믹스나인 Part.1
- 2017년 11월 7일 블락비 - Montage
- 2017년 11월 13일 태일 - 멜로홀릭 OST Part.3[9]
- 2017년 11월 19일 김홍중, 송민기, 정우영, 최종호 - [Digital Single] 믹스나인 Part.3
- 2018년 1월 2일 유권 - 저글러스 OST Part.5[10]
- 2018년 1월 8일 블락비 - Re.MONTAGE
- 2018년 1월 30일 베이빌론 - [Digital Single] Everything[11]
- 2018년 2월 8일 이든 - RYU:川
- 2018년 4월 8일 허영생 - [Digital Single] 夢;날다
- 2018년 5월 14일 이든 - [Digital Single] Eden_Stardust.01[12]
- 2018년 5월 21일 블락비 바스타즈 - [Digital Single] 투유 프로젝트 - 슈가맨2 Part.18[13]
- 2018년 6월 2일 베이빌론 - 무법 변호사 OST Part.2
- 2018년 6월 20일 이든, HLB - [Digital Single] Eden_Stardust.02
- 2018년 6월 22일 박경 - [Digital Single] INSTANT
- 2018년 7월 26일 이든 - [Digital Single] Eden_Stardust.03[14]
- 2018년 7월 30일 지코 - [Digital Single] SoulMate
- 2018년 7월 31일 이든 - 식샤를 합시다 3:비긴즈 OST Part.2
- 2018년 8월 21일 태일 - 식샤를 합시다 3:비긴즈 OST Part.5
- 2018년 8월 30일 이든,베이빌론 - [Digital Single] Eden_Stardust.04[15]
- 2018년 9월 26일 T2U - T2U
- 2018년 9월 28일 태일 - 매지컬 OST
- 2018년 9월 29일 이든, Maddox - [Digital Single] Eden_Stardust.05
- 2018년 10월 3일 베이빌론 - CAELO
- 2018년 10월 24일 에이티즈 - Treasure Ep.1:All To Zero
- 2018년 10월 31일 이든,루시 - [Digital Single] Eden_Stardust.06
- 2018년 11월 11일 피오 - [Digital Single] 소년처럼
- 2018년 11월 17일 루시 - [Digital Single] Swing
- 2018년 11월 18일 HLB - [Digital Single] F.M.F
- 2018년 11월 28일 이든 - [Digital Single] Eden_Stardust.07[16]
- 2018년 11월 30일 이든 - [Digital Single] Hidden Track NO.V Vol.5[17]
- 2018년 12월 17일 태일 - [Digital Single] 잘 있어요
- 2018년 12월 28일 베이빌론 - [Digital Single] 그리운 건 그때 그대
- 2018년 12월 29일 이든 - [Digital Single] Eden_Stardust.08
- 2019년 1월 15일 에이티즈 - Treasure EP.2:Zero To One
- 2019년 1월 26일 허영생 - 신과의 약속 OST Part.6
- 2019년 1월 29일 이든 - [Digital Single] Eden_Stardust.09[18]
- 2019년 2월 15일 베이빌론 - [Digital Single] 덧칠
- 2019년 2월 28일 이든 - [Digital Single] Eden_Stardust.10[19]
- 2019년 3월 15일 이든 - EXHALANT
- 2019년 3월 17일 허영생 - 하나뿐인 내편 OST Part.34
- 2019년 3월 23일 허영생 - [Digital Single] 너라서
- 2019년 3월 28일 블락비 바스타즈 - HELP ME
- 2019년 4월 3일 Maddox - [Digital Single] But Maybe
- 2019년 4월 24일 베이빌론 - [Digital Single] 너의 두 눈 속 빛나는 달
- 2019년 4월 30일 이든 - [Digital Single] Eden_Stardust.11[20]
- 2019년 5월 3일 태일 - [Digital Single] Love Me[21]
- 2019년 5월 10일 태일 - [Digital Single] 머무는 별
- 2019년 5월 23일 박경 - [Digital Single] 귀차니스트
- 2019년 5월 31일 이든 - [Digital Single] Eden_Stardust.12[22]
- 2019년 6월 7일 허영생 - MOMENT
- 2019년 6월 10일 에이티즈 - Treasure EP. 3: One To All
- 2019년 6월 29일 베이빌론 - [Digital Single] 비는 내리고 음악은 흐르고
- 2019년 7월 2일 비범 - [Digital Single] Dawn
- 2019년 7월 13일 피오 - [Digital Single] 강식당 3[23]
- 2019년 7월 30일 이든 - [Digital Single] Heaven
- 2019년 7월 30일 피오 - [Digital Single] Tony Lip
- 2019년 8월 30일 비범 - [Digital Single] 사랑노래
- 2019년 9월 20일 베이빌론 - [Digital Single] 행복해지고 싶어[24]
- 2019년 9월 26일 박경 - 다시 만난 너 OST
- 2019년 9월 27일 Maddox - 사인히어 Episode 1[25]
- 2019년 10월 4일 비범 - [Digital Single] Finale
- 2019년 10월 8일 에이티즈 - Treasure EP.Fin: All to Action
- 2019년 10월 11일 Maddox - 사인히어 Episode 3[26]
- 2019년 10월 16일 박경 - 멜로디책방 Part.1, Part.2[27]
- 2019년 10월 23일 박경 - 멜로디책방 Part.3[28]
- 2019년 10월 25일 Maddox - 사인히어 Episode 5[29]
- 2019년 10월 30일 박경 - 멜로디책방 Part.4[27]
- 2019년 11월 1일 Maddox - 사인히어 Episode 6[30]
- 2019년 11월 6일 박경 - 멜로디책방 Part.5[31]
- 2019년 11월 8일 Maddox - [Digital Single] Passport[32]
- 2019년 11월 10일 박경 - [Digital Single] 사랑을 한 번 할 수 있다면
- 2019년 11월 20일 박경 - 멜로디책방 Part.7, Part.8[27]
- 2019년 11월 30일 베이빌론 - [Digital Single] 너의 온기가 되어줄게[33]
- 2019년 12월 3일 유권 - [Digital Single] Rise Up
- 2019년 12월 4일 에이티즈 - TREASURE EP.EXTRA : SHIFT THE MAP (Remixx!)
- 2019년 12월 20일 Maddox - [Digital Single] Color Blind

## 2020년대
- 2020년 1월 6일 에이티즈 - TREASURE EPILOGUE : Action To Answer
- 2020년 3월 18일 박경 - [Digital Single] 새로고침
- 2020년 6월 3일 이든 - [Digital Single] EDEN_STARDUST2 vol.01[34]
- 2020년 6월 22일 Maddox - [Digital Single] Sleep
- 2020년 6월 30일 베이빌론 - [Digital Single] Nice Weather
- 2020년 7월 17일 박경 - 편의점 샛별이 OST Part.6[35]
- 2020년 7월 17일 이든 - [Digital Single] EDEN_STARDUST2 vol.02[36]
- 2020년 7월 29일 에이티즈 - ATEEZ ZERO : FEVER Part.1
- 2020년 8월 24일 이든 - [Digital Single] EDEN_STARDUST2 vol.03[37]
- 2020년 9월 29일 이든 - [Digital Single] EDEN_STARDUST2 vol.04[38]
- 2020년 10월 14일 베이빌론 - [Digital Single] Automatic[39]
- 2020년 10월 30일 이든 - [Digital Single] EDEN_STARDUST2 vol.05[40]
- 2020년 11월 5일 베이빌론 - [Digital Single] Automatic Remix[41]
- 2020년 11월 30일 이든 - [Digital Single] EDEN_STARDUST2 vol.06[42]
- 2020년 12월 30일 이든,에이티즈,Maddox,Eden-ary - [Digital Single] EDEN_STARDUST2 vol.07
- 2021년 1월 29일 이든 - [Digital Single] EDEN_STARDUST2 vol.08[43]
- 2021년 2월 4일 베이빌론 - Hardy
- 2021년 2월 26일 이든,HLB - [Digital Single] EDEN_STARDUST2 vol.09
- 2021년 3월 1일 에이티즈 - ATEEZ ZERO : FEVER Part.2
- 2021년 3월 24일 에이티즈 - [Japan] Into the A to Z
- 2021년 3월 31일 이든 - [Digital Single] EDEN_STARDUST2 vol.10
- 2021년 4월 30일 이든 - [Digital Single] EDEN_STARDUST2 vol.11[44]
- 2021년 5월 15일 Maddox - [Digital Single] Knight
- 2021년 5월 28일 에이티즈 - [Digital Single] 멋 (The Real)[45]
- 2021년 5월 31일 이든 - [Digital Single] EDEN_STARDUST2 vol.12
- 2021년 6월 6일 태일 - 아침이슬 50년, 김민기에 헌정하다 Vol.1[46]
- 2021년 7월 14일 에이티즈 - [Digital Single] Taste of Korea[47]
- 2021년 7월 28일 에이티즈 - [Japan Digital Single] Dreamers
- 2021년 8월 16일 에이티즈 - [Digital Single] Season Songs[48]
- 2021년 8월 20일 에이티즈 - [Digital Single] A Little Space[49]
- 2021년 9월 13일 에이티즈 - ATEEZ ZERO : FEVER Part.3
- 2021년 10월 30일 최종호 - [Digital Single] [Vol.113] 유희열의 스케치북 With you : 일흔 네번째 목소리 '유스케 X 종호(에이티즈)'
- 2021년 12월 10일 에이티즈 - ATEEZ ZERO : FEVER EPILOGUE
- 2022년 1월 31일 에이티즈 - [Digital Single] Don‘t Stop
- 2022년 2월 13일 태일 - 스물다섯 스물하나 OST Part.1
- 2022년 5월 25일 에이티즈 - [Japan] BEYOND : ZERO
- 2022년 7월 29일 에이티즈 - THE WORLD EP.1 : MOVEMENT
- 2022년 9월 9일 에이티즈 - [Digital Single] Let's Get Together
- 2022년 11월 26일 종호 - 재벌집 막내아들 OST Part.1
- 2022년 12월 30일 에이티즈 - SPIN OFF: FROM THE WITNESS
- 2023년 2월 9일 태일 - 연애대전 OST Part.2
- 2023년 2월 28일 종호 - 청춘월담 OST Part.2
- 2023년 3월 30일 싸이커스 - HOUSE OF TRICKY : Doorbell Ringing
- 2023년 5월 7일 싸이커스 - [Digital Single] K-909 : 빛나리
- 2023년 6월 16일 에이티즈 - THE WORLD EP.2 : OUTLAW
- 2023년 8월 2일 싸이커스 - HOUSE OF TRICKY : How To Play
- 2023년 12월 1일 에이티즈 - THE WORLD EP.FIN : WILL
- 2023년 12월 9일 Maddox - 내 귀에 띵곡 Part.04[50]
- 2024년 2월 4일 태일 - 세작, 매혹된 자들 OST 제 3수
- 2024년 2월 28일 에이티즈 - [Japan Digital Single] NOT OKAY
- 2024년 3월 8일 싸이커스 - HOUSE OF TRICKY : Trial and Error
- 2024년 3월 12일 태일 - [Digital Single] About Love
- 2024년 4월 30일 종호 - 선재 업고 튀어 OST Part.5
- 2024년 5월 11일 태일 - 세자가 사라졌다 OST Part.2
- 2024년 5월 31일 에이티즈 - GOLDEN HOUR : Part.1
- 2024년 6월 5일 에이티즈 - [Digital Single] WORK Pt.2 - ATEEZ X Don Diablo[51]
- 2024년 6월 12일 에이티즈 - [Digital Single] WORK Pt.3 - ATEEZ X Eden-ary
- 2024년 7월 12일 박경 - [Digital Single] 알라릴라릴랄루
- 2024년 8월 7일 싸이커스 - [Japan Digital Single] TSUKI(LUNATIC)
- 2024년 8월 8일 에이티즈 - [Digital Single] WORK Pt.4 - ATEEZ X G-Eazy
- 2024년 9월 6일 싸이커스 - HOUSE OF TRICKY : WATCH OUT
- 2024년 9월 10일 싸이커스 - [Digital Single] 위치 (WITCH) (Fury Ver.)
- 2024년 10월 2일 에이티즈 - [Japan Digital Single] Birthday
- 2024년 11월 15일 에이티즈 - GOLDEN HOUR : Part.2
- 2024년 11월 20일 에이티즈 - [Digital Single] Ice On My Teeth (Festa Remixes 1)
- 2024년 12월 6일 에이티즈 - [Digital Single] Ice On My Teeth (English Ver.)
- 2025년 4월 4일 싸이커스 - HOUSE OF TRICKY : SPUR
- 2025년 4월 9일 싸이커스 - [Digital Single] BREATHE (Tankzzo Ver.)
- 2025년 6월 13일 에이티즈 - GOLDEN HOUR : Part.3
- 2025년 6월 16일 에이티즈 - [Digital Single] Lemon Drop (Remix)
- 2025년 7월 4일 윤호 - 7th X 독수리 5형제를 부탁해!
- 2025년 7월 11일 에이티즈 - GOLDEN HOUR : Part.3 'In Your Fantasy Edition'
- 2025년 7월 14일 에이티즈 - [Digital Single] In Your Fantasy (Remix)[52]
- 2025년 7월 16일 싸이커스 - [Japan Digital Single] Up All Night
- 2025년 8월 1일 싸이커스 - [Digital Single] ICONIC
- 2025년 8월 8일 종호 - 착한 사나이 OST Part.4